# Tamar
Tamar è un personaggio biblico, sposa di Er, figlio del patriarca Giuda, e quindi nuora di Giuda. La storia di questa donna viene raccontata dal libro della Genesi al capitolo 38.

## Racconto biblico

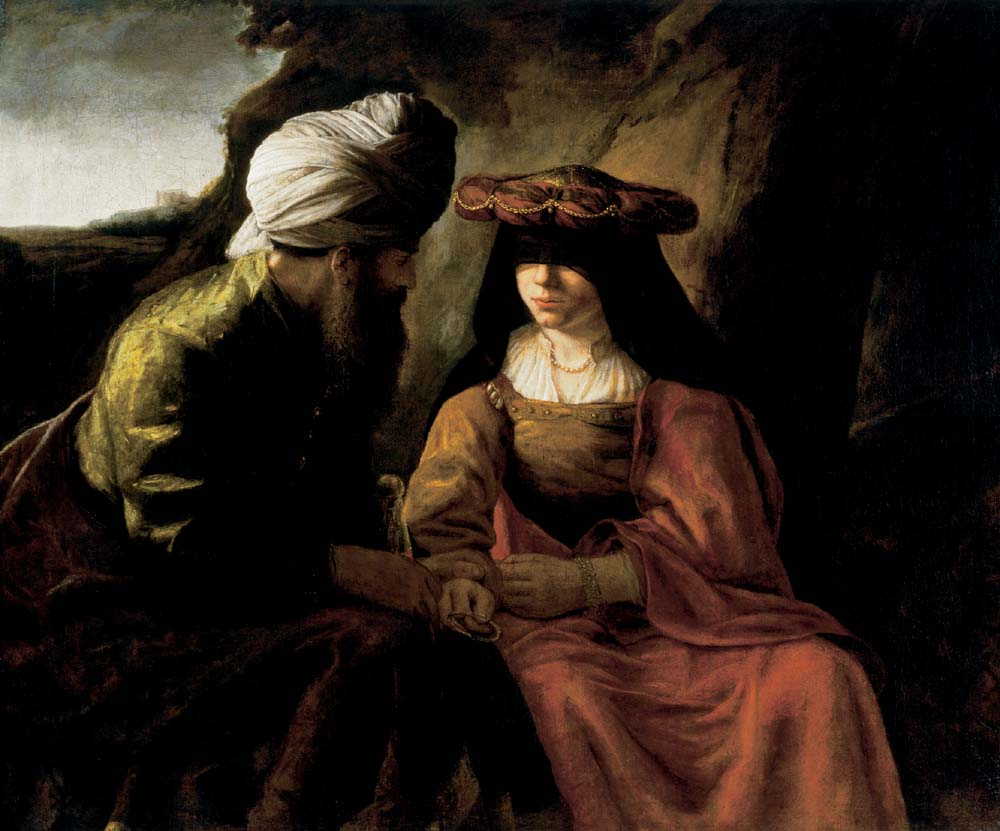
Giuda e Tamar. Dipinto della scuola di Rembrandt

Secondo la Bibbia Giuda aveva tre figli: Er, Onan e Sela. Er divenne sposo di Tamar ma morì ben presto.
Tamar, dopo la morte di Er, secondo l'obbligo della legge ebraica del levirato, sposò il fratello del marito, Onan. Per la legge del Levirato il primo figlio che sarebbe nato dalla nuova unione non sarebbe stato considerato di Onan ma del fratello Er. Onan, non intendendo dare posterità al fratello, ricorse al metodo anticoncezionale del coitus interruptus.
Essendo le pratiche anticoncezionali considerate peccaminose, JHWH punì Onan facendolo morire, anche se è più probabile che la punizione derivi dalla disobbedienza alla legge del levirato, tema di fondo sul quale si sviluppa il resto del racconto e la discendenza di Giuda.
Secondo la legge del levirato, Giuda avrebbe dovuto dare come marito a Tamar il suo terzo figlio, Sela, che però all'epoca era troppo giovane: la donna venne quindi rimandata dai genitori con la promessa che quando Sela fosse cresciuto l'avrebbe sposata. Ma Giuda, temendo che la causa della morte di Er e Onan fosse Tamar e non volendo che anche Sela perisse, finse di dimenticarsi della nuora.
Tamar escogitò allora uno stratagemma: si travestì da prostituta e senza essere riconosciuta (si era velata il volto) sedusse Giuda. Per unirsi a lei, Giuda promise a Tamar un capretto del suo gregge e le lasciò in pegno il suo sigillo, il cordone e il bastone.
Quando Giuda venne informato che sua nuora si era prostituita ed era rimasta incinta, la condannò al rogo: ma la donna inviò al suocero gli oggetti che le aveva lasciato e gli mandò a dire che l'uomo con cui si era prostituita era il proprietario di quelle cose. Giuda riconobbe il suo sigillo e gli altri oggetti e riconobbe il suo peccato, cioè di non aver dato in marito a Tamar Sela il suo terzo figlio.
Tamar partorì i gemelli Perez e Zerach.

## Ebraismo
- Tamar era una giovane cananea, discendente di Cam.

- Venne riferito a Giuda che Tamar "aveva commesso adulterio prostituendosi", cosa non vera poiché in realtà unitasi con lui, così, senza conoscere ancora il vero disegno divino; egli disse che, secondo la legge sulle figlie dei Cohanim se così si fossero comportate, avrebbe dovuto essere bruciata perché discendente di un Sacerdote, appunto Cam. Quando poi venne a conoscenza del volere di Dio per quanto successo e che quindi ella non aveva commesso adulterio né fu prostituta, egli la considerò donna Giusta e così ne parlò a proposito del suo comportamento per concepire da lui; inoltre Tamar non rivelò di essersi unita a Giuda sino a quando si ritrovò dinanzi al rogo preparato: Tamar fece ciò per evitare che venisse disprezzato infatti, sebbene a quel tempo la prostituzione non fosse proibita come fu invece in seguito ed in modo definitivo (inoltre anticamente vi era maggiore difficoltà nel resistere alle tentazioni delle relazioni tra uomo e donna), sia maschile sia femminile, sino a quando non fossero stati rivelati i dettagli reali dell'episodio Giuda avrebbe potuto essere oggetto di disprezzo.

- Sino all'incontro con Giuda Tamar rimase vergine per lui.

## Cristianesimo
Anche se il testo biblico non lo dice espressamente, Tamar era quasi certamente cananea, secondo la testimonianza di Filone di Alessandria.
Secondo la genealogia di Gesù descrittaci nel Vangelo secondo Matteo Gesù di Nazaret è discendente di Perez.